# 山川純一
山川 純一（やまかわ じゅんいち）は、日本の漫画家。愛称は「ヤマジュン」。
ゲイ雑誌『薔薇族』で1980年代に活動した。代表作は『くそみそテクニック』や1991年（平成3年）に実写映画化した『海から来た男』など。「山川純一」は『薔薇族』編集長の伊藤文學が付けたペンネームであり、本名は非公表。現在は全作品の著作権をヴィヴァルディ・インク株式会社で管理している。

## 作風
過剰なセックスアピールや、ギャグとも取れる強引なストーリー展開を作劇上の基本スタイルとし、なおかつ時代劇やミステリー、第二次世界大戦などのさまざまな題材を手広くゲイと融合させアレンジしている。スタイルのよい長髪・面長の男性キャラクターが登場するのも特徴で、これは後述するように『薔薇族』での掲載が打ち切りとなる原因となった。

## 略歴
1982年（昭和57年）の掲載開始以来、1988年（昭和63年）まで足掛け7年にわたり『薔薇族』で読み切り作品を連載しており（薔薇族増刊の『バラコミ』にも掲載）、単行本も3冊出されていたが、それ以降は少なくとも山川純一名義での漫画は一切描いておらず、消息は明らかではない（連載が終了した理由は後述）。また、『ヤマジュンパーフェクト』の発刊や『くそみそテクニック』の公式アニメ化決定後も、本人からのコメントなどは一切発表されていない。
『薔薇族』の編集長である伊藤文學によると、山川は創刊の「5年後」に突然原稿を持ち込みに現れた。山川は本名はおろか、住所や連絡先などの個人情報を一切明かさないばかりでなく、事務所内にも立ち入らず、玄関先で用事を済ませるとすぐに帰ってしまうので、伊藤も山川から詳しく話を聞いたことがなく、年齢は持ち込み当時おそらく30代後半、「線が細く根暗な青年。ひっそりと暮らしている風」「悪く言えば貧相」「ゲイにはもてないタイプ」という印象で、作品の持ち込みを始めた当時は、生活に貧窮していた様子が窺えたという。また伊藤は、山川を実際のハッテン場に入り浸ったり、男性と寝た経験のある人物ではなく、作品もほとんど妄想で作ったものと推測しており、それがむしろ彼の作品を面白くしたのではないかと評している。
伊藤によると、連載当時の『薔薇族』のスタッフからは、山川の作品はひどく嫌われており、たびたび連載を中止してほしいと要請があったため、中止せざるを得なかったという。当時のゲイ漫画では筋肉のしっかり付いた骨太な男体、男臭い描写が好まれる風潮があり、山川の作品に登場する長髪・面長な男性は「少女漫画のようだ」という理由でスタッフに好まれなかったためである。しかし、当時『薔薇族』からの原稿料のみで生活を立てていた山川を慮った伊藤は、作品の掲載がないときにも原稿料を支払っていたが、却ってそれを気にしたためか、山川はやがて姿を現さなくなったという。
山川の作品は、1986年（昭和61年）から1988年（昭和63年）までの間に3冊の単行本としてけいせい出版から出版されたが、その後けいせい出版が倒産すると、大量の返品された単行本を伊藤の会社である第二書房が買い取ることになった。伊藤は、返品の山となった山川の単行本を見て呆然としたと述懐しているが、その後徐々に売れ始め、2、3年のうちに返品された単行本は完売したという。
伊藤はその後の山川について「消息は不明であり、もう亡くなっているかも知れない」と死亡説に触れているが、その根拠について、「当時の『薔薇族』の読者らの中に、自殺で亡くなった弱い人が多くいたためである」と述べている。
インターネットの掲示板などで、尾瀬あきらやレディコミ作家の辻あさ美の画風が山川と似ていることから、同一人物ではないかという説が流れていたが、尾瀬は否定している。なお、辻から特にコメントは出ていない。

## Web上での広がり
10年以上にわたって特に大きな話題になることのなかったヤマジュン作品が再び脚光を浴びたのは、インターネット掲示板のあやしいわーるど@暫定 (暫定退避)において2002年（平成14年）2月から7月ごろに匿名投稿者が山川の作品『くそみそテクニック』からの1ページをスキャンし、アップロードしたことが発端であった。本物のゲイともかけ離れた、荒唐無稽とも思える内容やセリフ回しが笑いを誘い、一部の閲覧者の間で話題となっていた。
2003年（平成15年）3月ごろ、画像掲示板群であるふたば☆ちゃんねるに山川の作品が公開され、ブームの兆しを見せる。ほぼ同時期、さらに利用者数の多い匿名掲示板群である2ちゃんねる（5ちゃんねる）にも飛び火し、笑えるネタとして浸透、認知度が飛躍的に高まった。
作品中のセリフである「ウホッ! いい男……」「やらないか」は、たちまちネット上で流行語となり、「ヤマジュン語」と呼ばれ、「ウホッ」という言葉がホモセクシュアルを指す隠語として使われるようになるなど、2ちゃんねる（5ちゃんねる）のみならず、あらゆるネット・コミュニティにおいて一大ムーブメントを巻き起こした。
人気の上昇に伴い、国立国会図書館で当時の『薔薇族』を探し、掲載作品をサルベージする（掘り起こす）者が現れ、ほとんどの作品がネット上に無許可で公開された。ブームは更に加速してゲーム、Flash、画像コラージュ、アスキーアートなどの二次創作が活発に製作されたほか、オンリーイベントも催された。最終的にはファンによる復刊ドットコムへの復刊運動も発生し、実際に『ウホッ!! いい男たち ヤマジュンパーフェクト』というタイトルで今までの単行本や未収録作品をまとめた本が発売され、漫画としては4800円と高額でありながら初版1000部・第2版400部が完売し、2010年（平成22年）現在で第9版まで重版されている。漫画『もう、しませんから。』では、女性漫画家柚月純の部屋に『ヤマジュンパーフェクト』らしき本が置かれている様子が描かれている（後に柚月は本の所有者であることと、山川作品のファンであることを認めている）。

## 著作一覧
2006年（平成18年）11月に、『薔薇族』が使用していた事務所の引き払いの際、山川の35作品のうち、『裏切り』『美しき野獣』『快楽の罠』など13作品の原画が23年ぶりに発見された。それぞれの作品は保存状態も良好であったため、インターネットオークションに掛けられファンに売却されることとなった。取引開始価格は当時の買取価格に設定されたが、2013年（平成25年）現在、売れたのは「くそみそテクニック」の原稿だけであるという。
さらに2007年（平成19年）6月には、伊藤文學の自宅から未発表の作品4作品が発見され、電子コミック(ウホッ!! いい男たち2〜ヤマジュン・未発表作品集)という形で発表されることとなった。この電子コミックは、2009年（平成21年）に書籍化されている。

### 作品
- 1982年（昭和57年）
  - 刑事を犯れ（薔薇族1982年10月号掲載）
  - やりすぎたイタズラ（薔薇族1982年12月号掲載）
- 1983年（昭和58年）
  - 薔薇族かくれんぼ（薔薇族1983年3月号掲載）
  - 男狩り（薔薇族1983年3月号掲載）
  - ひとつの青春が終わった（薔薇族1983年春増刊号および2006年（平成18年）の再々復刊第1号掲載）
  - 地獄の使者たち（薔薇族1983年7月号掲載）
  - 教育実習生絶頂す（薔薇族1983年夏増刊号掲載）
  - 夏色転校生（薔薇族1983年10月号掲載）
  - 宿直室を襲え!!（薔薇族1983年夏増刊号掲載）
  - 快楽の罠（薔薇族1984年1月号掲載）
- 1984年（昭和59年）
  - 死のロンド -オオカミと羊-（薔薇族1984年春増刊号掲載）
  - 熱きライダーたち（薔薇族1984年4月号掲載）
  - 裏切り（薔薇族1984年4月号掲載）
  - 男新次はつっ走る（薔薇族1984年7月号掲載）
  - ぼくらのスゴイやつ（薔薇族1984年10月号掲載）
  - 兄貴が好きなんだ!（薔薇族1984年12月号掲載）
  - 海から来た男（薔薇族1984年12月号掲載）
- 1985年（昭和60年）
  - ハレンチ教師（薔薇族1985年2月号掲載）
  - 真夜中のノック（薔薇族1985年3月号掲載）
  - ちび薔薇行進曲（薔薇族1985年7月号掲載）
  - 華麗なる復讐（薔薇族1985年10月号掲載）
  - 俺のオナニータイム（薔薇族1985年11月号掲載）
- 1986年（昭和61年）
  - 美しき野獣（薔薇族1986年3月号掲載）
- 1987年（昭和62年）
  - 湯けむりの中で（バラコミ2号掲載）
  - くそみそテクニック（バラコミ2号掲載）
  - 俺がいちばんセクシー（バラコミ2号掲載）
  - 疾走する獣たち（小説薔薇族掲載）
- 1988年（昭和63年）
※この年の作品は全て単行本｢ワクワクBOY｣に掲載。
  - 僕の性活論
  - BOY+愛2
  - マゾの快感（よろこび）
  - 荒野の果て
  - 僧衣を脱ぐ日
  - 男の約束
  - 男たちの夏
  - 絆
- 未発表
  - 絆（1988年（昭和63年）発表の同名作品とは別作品）
  - 義父
  - ショーボーイ
  - 遍愛-疾走する獣たちPARTII-

### 単行本
- 1986年（昭和61年）
  - 君にニャンニャン
  - 兄貴にド・キ・ド・キ
- 1988年（昭和63年）
  - ワクワクBOY（ISBN 4874443745）
- 2003年（平成15年）
  - ウホッ!! いい男たち ヤマジュン・パーフェクト（ISBN 4835440676）
- 2007年（平成19年）
  - ウホッ!! いい男たち2〜ヤマジュン・未発表作品集（電子コミック）
- 2009年（平成21年）
  - ウホッ!! いい男たち2〜ヤマジュン・未発表作品集（ソフトカバー、ISBN 483544406X、2007年（平成19年）の電子コミックのソフトカバー版。ブッキングより発刊）
- 2016年　(平成28年)
  - ウホッ!! ヤマジュンセレクション (ISBN 978-4835454061)

## その他
- 『薔薇族』公認グッズとして『くそみそテクニック』の登場人物を題材としたTシャツ[8]や抱き枕カバー[9]が製作・販売されている。
- 「消える「新宿二丁目」- 異端文化の花園の命脈を断つのは誰だ?」竜超著、彩流社、ISBN 4779114101
- 「やらないか！「薔薇族」編集長による極秘的ゲイ文化史論」伊藤文學著、彩流社、 ISBN 9784779115820
  - 以上の2冊で表紙カバーイラストに使用された。
- 2013年（平成25年）5月15日にIKD Internationalと伊藤文學の間で山川純一原作『くそみそテクニック』の著作権管理[10]を取り交わしグッズなどの販売などを行うことになった。
  - これは既に存在する二次制作物また今後の創作を制限するものではないと明記されている。さらにニコニコ動画での公式イベントが2014年（平成26年）1月に開催されることになった。また、伊藤文學から一任された山川純一原作作品の著作権管理はその後FMC'sエンタテインメントに、2018年（平成30年）3月19日からはサイゾーに移管している[11]。さらに、2024年11月からは伊藤文學の担当編集が立ち上げたヴィヴァルディ・インク株式会社に移管された。